# Nhạc pop châu Âu
Nhạc pop châu Âu (tiếng Anh: Europop hay Euro pop) là một phong cách nhạc pop có nguồn gốc từ châu Âu trong suốt thời kỳ cuối những năm 1960 và phát triển thành hình thức ngày nay từ cuối những năm 1970. Nhạc pop châu Âu leo lên vị trí đứng đầu các bảng xếp hạng trong suốt những năm 1980 - 1990. Nhiều nghệ sĩ nhạc pop châu Âu thành công đến từ Pháp, Tây Đức, Ba Lan, Italia, Ireland, Hà Lan, Thụy Điển và Vương quốc Anh.

## Lịch sử
Một trong những điểm khác biệt chính giữa nhạc pop Mỹ và nhạc pop châu Âu, đó là nhạc pop châu Âu nói chung thường có thiên hướng dance và trance hơn. Ở trung tâm châu Âu, nhạc disco Italia (hay còn gọi là nhạc disco châu Âu của thập niên 1980) và nhạc house châu Âu (hay nhạc sàn của thập niên 1990) đều là những nỗ lực dễ nhận thấy của các nhạc sĩ trẻ để có được một bản hit thành công ở ngay trong và ngoài biên giới quốc gia của họ.

## Ảnh hưởng tại Việt Nam
Cuối những năm 1990 và đầu những năm 2000, người yêu nhạc trên toàn thế giới cũng như ở Việt Nam đã từng bị chinh phục bởi các nhóm nhạc lừng danh. Các ca khúc đình đám của họ đến thời điểm này vẫn luôn nằm trong ký ức của khán giả với nhiều cảm xúc khó quên..
| Nghệ sĩ  | STT | Tên bài hát           | Album            | Hãng thu âm                                | Năm phát hành | Ghi chú | Quốc gia       |
| -------- | --- | --------------------- | ---------------- | ------------------------------------------ | ------------- | --- | -------------- |
| Westlife | 1   | My Love               | Coast to Coast   | RCA Records, Bertelsmann Music Group (BMG) | 2000          | | Ireland        |
| Westlife | 2   | Soledad               |                  |                                            |               | | Ireland        |
| Westlife | 3   | Seasons in the sun    |                  |                                            |               | | Ireland        |
| Blue     | 1   | All rise              |                  |                                            |               | | Vương quốc Anh |
| Blue     | 2   | One love              |                  |                                            |               | | Vương quốc Anh |
| Boyzone  | 1   | No Matter What        |                  |                                            |               | | Ireland        |
| Boyzone  | 2   | Love Me for a Reason  |                  |                                            |               | Đây là đĩa đơn đầu tiên nằm trong album ra mắt Said And Done của nhóm vào năm 1995. Đây cũng là một bản cover từ nhóm nhạc gia đình người Mỹ The Osmonds nổi tiếng những năm 1960 với ý nghĩa như một bản tuyên ngôn mà các chàng trai gửi tới những cô gái thích đùa giỡn với tình yêu. Sau khi ra mắt, ca khúc này đã giành được vị trí thứ hai trên bảng xếp hạng âm nhạc Anh và cho đến nay vẫn được coi là một trong những tình khúc tuyệt vời nhất của Boyzone. | Ireland        |
| 911      | 1   | The Day We Find Love  |                  |                                            |               | Bản tình ca lãng mạn này là một trong những hit nổi tiếng nhất của họ. Đây dường như cũng là ca khúc đầu tiên đưa tên tuổi của 911 đến với khán giả Việt Nam vào năm 1997. | Vương quốc Anh |
| M2M      | 1   | The Day You Went Away | Shades of Purple | Atlantic Records                           | 2001          | | Na Uy          |

Ngoài ra còn có:
| Nghệ sĩ         | STT | Tên bài hát                          | Album             | Hãng thu âm                                 | Năm phát hành | Ghi chú                                 | Quốc gia                 |
| --------------- | --- | ------------------------------------ | ----------------- | ------------------------------------------- | ------------- | --------------------------------------- | ------------------------ |
| The Fans        | 1   | Olé, Olé, Olé (The Name of the Game) | Đĩa đơn           | ZYX Records                                 | 1987          | Nhạc World Cup 1990                     | Vương quốc Anh · Ireland |
| Nu Virgos       | 1   | Stop! Stop! Stop!                    | Stop! Stop! Stop! | Sony Music Nhật Bản                         | 2003/2004     |                                         | Ukraina                  |
| Shayne Ward     | 1   | No Promises                          | Shayne Ward       | Sony BMG                                    | 2006          |                                         | Vương quốc Anh           |
| Serebro         | 1   | Mi Mi Mi                             | Sila tryokh       | Ego Music, Monolit, Casablanca Records, WMG | 2013          |                                         | Nga                      |
| Tanir & Tyomcha | 1   | Da Da Da (Да, да, да)                | До мурашек        |                                             | 2020          | Trở nên thịnh hành trên ứng dụng TikTok | Nga                      |